# Лебедянка (Могилёвская область)
Лебедя́нка (бел. Лебядзянка) — деревня в составе Лебедянковского сельсовета Белыничского района Могилёвской области Республики Беларусь.

## Население
- 2010 год — 229 человек